# Cheiridopsis robusta
Cheiridopsis robusta là một loài thực vật có hoa trong họ Phiên hạnh. Loài này được (Haw.) N.E.Br. mô tả khoa học đầu tiên năm 1926.